# Liste der kaiserlichen Generale der Frühen Neuzeit/Q
Legende: * geboren | ~ getauft | † gestorben | ⚔ gefallen | Zu den Rangbezeichnungen siehe auch Generalsränge auf der Startseite.
- Tobias von Quietowsky

† 3. Dezember 1806. Laufbahn: Oktober 1793 mit Rang vom 29. Oktober 1793 Generalmajor